# 穂積大橋
穂積大橋（ほづみおおはし）は、岐阜県岐阜市と瑞穂市の長良川にかかる国道21号（岐大バイパス）の橋である。
岐大バイパスは岐阜県道岐阜・穂積・大垣線として計画、推進されたものが、1964年（昭和39年）に県道から国道に移管された。穂積大橋は県道の新長良橋として計画、岐阜県によって発注されたものを、岐阜国道事務所が引継いだ。そのため県道として狭い巾員で計画されたことから先に作られた上流側においては狭い巾員のボックス橋桁を補強して、倍近い巾員の橋巾としている。1965年（昭和40年）に片側1車線で開通。同年行われた岐阜国体ではロードレースのコース、行幸ルートとなった。1976年（昭和51年）に下流側に2期線が開通し、片側2車線化された。1997年（平成9年）より片側3車線化された。

## 概要
- 供用開始：
  - 1965年（昭和40年）3月（上流側）

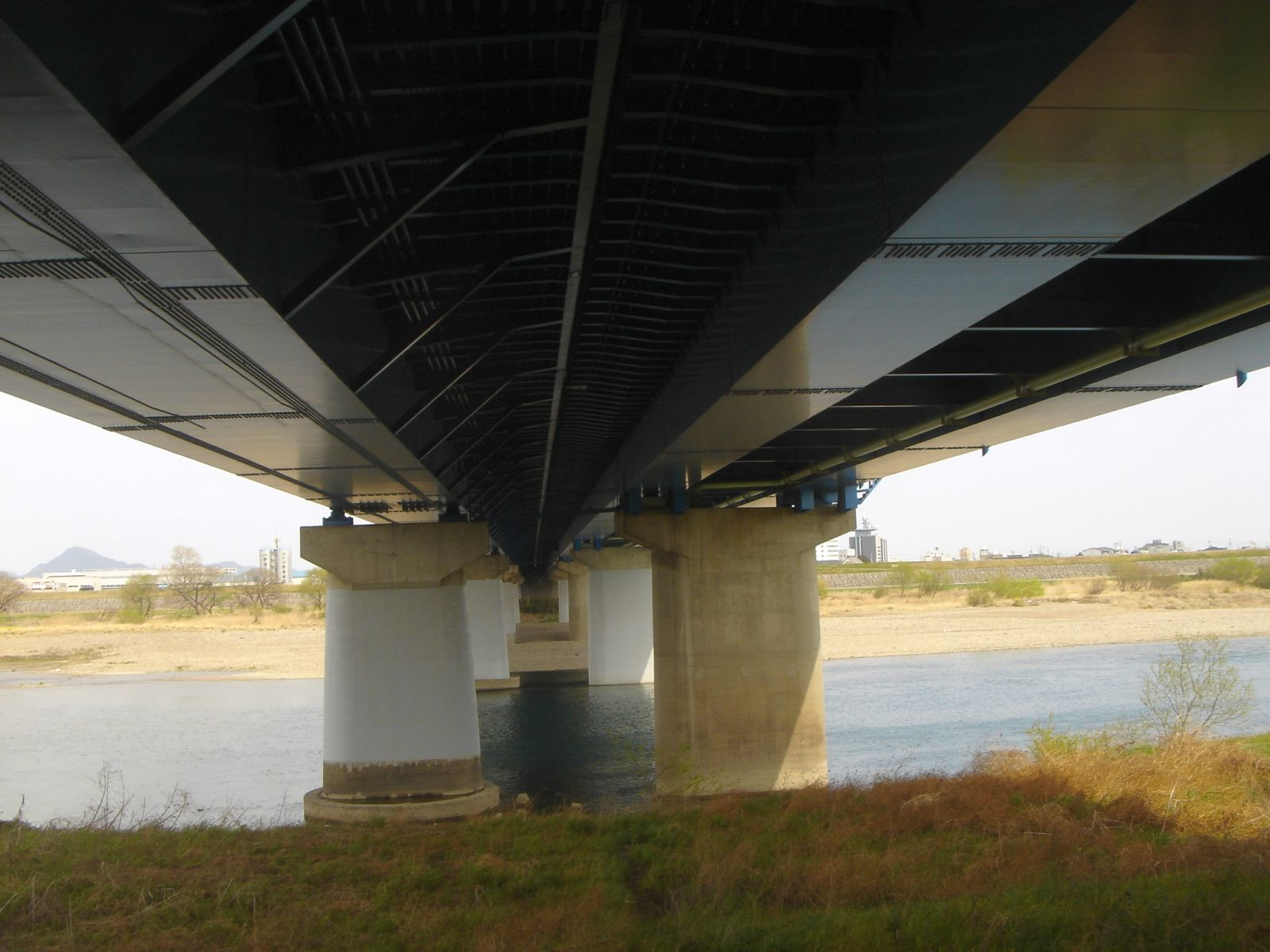
上流（左）側と下流（右）側では橋桁構成が異なる（右岸側より撮影）

  - 1976年（昭和51年）12月（下流側）
- 延長：442.3m
- 幅員：28.6m
  - 上流側：13.45m、下流側：13.75m
- 橋梁形式：三径間連続鋼合成箱桁2連
- 所在地：岐阜県岐阜市下奈良 - 瑞穂市穂積